# 2MASX J13293420+1138105
2MASX J13293420+1138105 ist eine Spiralgalaxie vom Hubble-Typ Sa im Sternbild Jungfrau auf der Ekliptik. Sie ist schätzungsweise 289 Millionen Lichtjahre von der Milchstraße entfernt. Gemeinsam mit NGC 5178 bildet sie das Galaxienpaar Holm 522.
Im selben Himmelsareal befinden sich u. a. die Galaxien NGC 5171, NGC 5176, NGC 5177, NGC 5179.